# 拉丁美洲聯盟電子競技場
拉丁美洲聯盟電子競技場（英語：Arena Esports Stadium LLA Studio）是拳头游戏、Cinemax與TV Azteca （页面存档备份，存于）合作，在英雄聯盟拉丁美洲賽區建立的第一個電子競技場，坐落於墨西哥城的Artz Pedregal，共可容納140人。
於2022英雄聯盟世界賽做為入圍賽場地。